# Псехако
Псехако или Псекохо (рус. Хребет Псехако, Псеко́хо) мањи је планински систем смештен у западном делу Великог Кавказа, педесетак километра источно од града Сочија, недалеко од варошице Краснаја Пољана (Краснодарски крај, Руска Федерација). Са северозапада и запада ограничен је током реке Лауре, на југозападу је река Ачипсе, а на југу басен реке Мзимте.
Просечна надморска висина овог подручја креће се између 1.400 и 1.600 метара и благо расте идући ка североистоку. Северни делови Псехака улазе у састав Кавкаског резервата биосфере. Подручје је обрасло густим кавкаским листопадним и четинарским шумама.
Гребен Псехако важан је планински спортско-рекреативни центар, а на његовом врху налази се Биатлонско-нордијски олимпијски центар Лаура на којем су одржана такмичења у биатлону и скијашком трчању на Зимским олимпијским играма 2014. чији домаћин је град Сочи.